# Primera División Andaluza de Baloncesto
La Primera División Andaluza de Baloncesto es una competición a nivel nacional de baloncesto que forma parte de la Primera División Nacional de Baloncesto que está formada por varias divisiones, cada una formada por clubes relaciones por su cercanía geográfica. Una de ellas es la Primera División Andaluza de Baloncesto.

## Formato
La competición está constituida por varios grupos formados por equipos de la comunidad de Andalucía. Cada grupo disputa su fase regular y los mejores de cada grupo accederán a un play-off por el título. Los finalistas, tanto campeón como subcampeón, ascenderán a la Liga EBA.
Por otro lado los peores clasificados de cada grupo serán descendidos a su respectiva Liga Provincial.

## Palmarés

### Año a año
| Temporada | Campeón                  | Subcampeón                    | Resultados Final | Campeón Grupo A                       | Campeón Grupo B        | Campeón Grupo C     |
| --------- | ------------------------ | ----------------------------- | ---------------- | ------------------------------------- | ---------------------- | ------------------- |
| 2006-07   | CB Costa Motril          | CB Ciudad Autónoma de Melilla | 71-67            | CB Valverde 89                        | Málaga "B"             | No había            |
| 2007-08   | CB Alhaurín de la Torre  | Promesas Pozoblanco           | 81-82 y 70-61    | AD Las Canteras                       | CB Alhaurín el Grande  | No había            |
| 2008-09   | AD Las Canteras          | CB Moron                      | 80-63 y 87-81    | CB Moron                              | CB La Zubia            | No había            |
| 2009-10   | CB La Zubia              | CB Puente Genil               | 60-52 y 78-54    | CB La Zubia                           | CB Puente Genil        | CB Trebujena        |
| 2010-11   | CD Huelva Baloncesto     | CB Lepe Alius                 | 63-81            | Club Universitario Baloncesto Almería | CB Lepe Alius          | CB Cimbis           |
| 2011-12   | CDB Enrique Benítez      | Baloncesto Coria              | 58-67 y 67-63    | CDB Baza                              | CDB Enrique Benítez    | No había            |
| 2012-13   | Málaga "B"               | Fundación CB Granada          | 83 - 75          | CDB Baza                              | Málaga "B"             | CDB Enríque Benítez |
| 2013-14   | Cesta Almería            | CB Coin                       | 68-78 y 68-57    | CB Cazorla                            | Náutico Sevilla        | No había            |
| 2014-15   | CB Velez                 | Medacbasket                   | 62-61            | Medacbasket                           | Ampesa CB S.Juan       | No había            |
| 2015-16   | Meridiano Baza           | Náutico Sevilla               | 70-61            | Meridiano Baza                        | Náutico Sevilla        | No había            |
| 2016-17   | Ecoculture CB Almería    | CB Benahavis                  | 93-88            | Náutico Sevilla                       | Ecocultur CB Almería   | No había            |
| 2017-18   | RC Labradores            | CB Martos                     | 86-84            | RC Labradores                         | Armilla Baloncesto     | No había            |
| 2018-19   | Basket 4Life Málaga      | CP Mijas Baloncesto           | 73-58            | CB Dos Hermanas                       | CB La Zubia            | No había            |
| 2019-20   | No hubo                  | covid19                       |                  | Gymnástica Puerto Sta.María           | Colegio El Pinar       | No había            |
| 2020-21   | Basket 4Life Málaga      | CB Coria                      | 97-76            | CB Coria                              | Basket 4Life Málaga    | CB Baza             |
| 2021-22   | P.S.-B.Murgi             | PMD Aljaraque                 | 89-84            | Clínica Valenzuela Los Olivos         | P.S.B.Murgi            | PMD Aljaraque       |
| 2022-23   | C.B. Armilla             | C.B. Coria                    | 75-72            | C.B.Coria                             | C.B.El Palo            | C.B.Armilla         |
| 2023-24   | C.Náutico Sevilla        | C.B. Salliver Fuengirola      | 65-60            | C.Náutico Sevilla                     | C.B.Salliver           | C.B.Costa Motril    |
| 2024-25   | Insolac Pgalcala Caja 87 | CB El Palo Basket4life        | 59-51            | C.Náutico Sevilla                     | CB El Palo Basket4life | CB Byspania Tíjola  |

## Participantes
Toda la información sobre los clubes participantes para la Temporada 2022-2023.
| Equipo                                | Ciudad                | Provincia | Pabellón                              | Colores Equipación | Día de juego/Horario | Grupo   |
| ------------------------------------- | --------------------- | --------- | ------------------------------------- | ------------------ | -------------------- | ------- |
| DKV Jerez                             | Jerez de la Frontera  | Cádiz     | Palacio Deportes de Chapín            | GRIS/AMARILLO      | Sábado/19:30         | Grupo A |
| Xerez CD Baloncesto                   | Jerez de la Frontera  | Cádiz     | Polideportivo Ruiz Mateos             | AZUL/ROSA          | Domingo/12:00        | Grupo A |
| CB Puerto Real                        | Puerto Real           | Cádiz     | Pabellón Barrio 512                   | VERDE/ROSA         | Sábado/19:30         | Grupo A |
| Dental Silos C.B.Qalat                | Alcalá de Guadaira    | Sevilla   | Pabellón Distrito Sur                 | AZUL/VERDE         | Sábado/20:00         | Grupo A |
| CB Coria                              | Coria del Río         | Sevilla   | Polideportivo Municipal               | BLANCO/AMARILLO    | Sábado/19:30         | Grupo A |
| CD Gines Baloncesto                   | Gines                 | Sevilla   | Pabellón Municipal Gines              | AZUL/AMARILLA      | Sábado/20:15         | Grupo A |
| RC Labradores                         | Sevilla               | Sevilla   | Pabellón Sadus Los Bermejales         | AZUL/BLANCA        | Sábado/19:30         | Grupo A |
| Club Náutico Sevilla                  | Sevilla               | Sevilla   | Club Náutico Sevilla                  | VERDE/BLANCA       | Sábado/19:30         | Grupo A |
| SMD Gibraleón                         | Gibraleón             | Huelva    | Pabellón Municipal Gibraleón          | BLANCO/MORADO      | Sábado/18:00         | Grupo A |
| CD Montessori                         | Huelva                | Huelva    | Polideportivo Andrés Estrada          | ROJO/AZUL          | Sábado/19:30         | Grupo A |
| CB Lepe Alius                         | Lepe                  | Huelva    | Pabellón JM Cortes Medina             | AZUL/BLANCO        | Sábado/18:30         | Grupo A |
| Cash Díaz Cadenas Moguer              | Moguer                | Huelva    | Pabellón Platero PMD Moguer           | AMARILLO/ROSA      | Sábado/18:30         | Grupo A |
| CP Ciudad de Palos                    | Palos de la Frontera  | Huelva    | Pabellón Nuevo Frontón de Palos       | NEGRO/ROSA         | Sábado/18:45         | Grupo A |
| CB Valverde 89 Usisa                  | Valverde del Camino   | Huelva    | C.D.Valverde del Camino               | BLANCO/AZUL        | Sábado/17:00         | Grupo A |
| Climanavas Agrometal Peñarroya        | Peñarroya-Pueblonuevo | Córdoba   | Polideportivo Lourdes Mohedano        | NEGRO/BLANCO       | Sábado/18:30         | Grupo B |
| Coto Córdoba CB                       | Córdoba               | Córdoba   | Pabellón Menéndez Pidal               | BLACO/AZUL         | Sábado/19:00         | Grupo B |
| CDB Cabra                             | Cabra                 | Córdoba   | Pabellón Municipal                    | ROJO/NEGRO         | Domingo/12:30        | Grupo B |
| Maristas Córdoba                      | Córdoba               | Córdoba   | Colegio Cervantes                     | ROJO/AZUL          | Sábado/20:00         | Grupo B |
| CB Montilla                           | Montilla              | Córdoba   | Pabellón Municipal                    | BLANCO/AZUL        | Sábado/20:00         | Grupo B |
| Codimar Basket Genil                  | Puente Genil          | Córdoba   | Pabellón Joaquín Crespo Quini         | ROJO/NEGRO         | Domingo/12:30        | Grupo B |
| Écija Basket Club                     | Écija                 | Sevilla   | Pabellón Mari Carmen Ruiz             | AZUL/AZUL          | Sábado/19:00         | Grupo B |
| CP Mijas Baloncesto                   | Mijas                 | Málaga    | C.Depvto Regino Hernández             | BLANCO/AMARILLO    | Domingo/13:30        | Grupo B |
| CB Saliller Higuerón Hotel Fuengirola | Fuengirola            | Málaga    | Pabellón Juan Gómez                   | AMARILLO/BLANCO    | Sábado/17:30         | Grupo B |
| Farma Química EBG Málaga              | Málaga                | Málaga    | Colegio San José                      | VERDE/BLANCA       | Domingo/12:00        | Grupo B |
| CB Benalmadena                        | Benalmadena           | Málaga    | Polideportivo Ramón                   | AMARILLO/NEGRO     | Sábado/19:00         | Grupo B |
| CB El Palo                            | Málaga                | Málaga    | Polideportivo La Mosca                | NARANJA/BLANCA     | Sábado/17:00         | Grupo B |
| Ivermoneda CB Alhaurín de la Torre    | Alhaurín de la Torre  | Málaga    | Polideportivo Municipal El limón      | AZUL/AMARILLA      | Sábado/17:00         | Grupo B |
| Estudiantes Huércal de Almería        | Huércal de Almería    | Almería   | Pabellón Municipal Huércal de Almería | VERDE/BLANCO       | Sábado/19:30         | Grupo C |
| El Toyo Basket                        | El Toyo               | Almería   | Pabellón El Toyo                      | AZUL/BLANCA        | Sábado/20:00         | Grupo C |
| CD Roquetas BC                        | Roquetas              | Almería   | Pabellón Infanta Cristina             | AZUL/BLANCA        | Sábado/19:30         | Grupo C |
| CB Upla-Yspania                       | Vera                  | Almería   | Pabellón Municipal Blas               | ROSA/AZUL          | Sábado/19:00         | Grupo C |
| SUSEEDS CB Almería                    | Almería               | Almería   | Pabellón Moisés Ruiz                  | ROJA/BLANCA        | Domingo/10:00        | Grupo C |
| PC BOX GMASB                          | Granada               | Granada   | CD Inacua Antonio Prieto              | MORADO/BLANCO      | Sábado/18:30         | Grupo C |
| Fundación CB Granada "B"              | Vegas del Genil       | Granada   | Pabellón Municipal Ángela Ortiz       | ROJO/NEGRO         | Domingo/12:30        | Grupo C |
| Multiópticas CB Baza                  | Baza                  | Granada   | Pabellón Municipal de Baza            | ROJA/BLANCA        | Sábado/18:00         | Grupo C |
| Hita Plásticos CB Armilla             | Armilla               | Granada   | Pabellón Rafael Machado Villar        | ROSA/NEGRA         | Sábado/20:00         | Grupo C |
| CB Martos                             | Martos                | Jaén      | Pabellón de la Juventud               | NEGRA/BLANCO       | Sábado/20:00         | Grupo C |
| Blanca Impresiones Jaén CB            | Jaén                  | Jaén      | Pabellón Carlos Martínez Esteban      | ROJO/BLANCO        | Domingo/10:30        | Grupo C |
| CB Baeza                              | Baeza                 | Jaén      | Polideportivo San Andrés              | BLANCO/NEGRO       | Domingo/12:00        | Grupo C |
| Club Andujar                          | Andujar               | Jaén      | Polideportivo Municipal               | VERDE/NEGRO        | Sábado/18:00         | Grupo C |

- Datos: Q6086152